# 山田ラファエル ユウゴ
山田 ラファエル ユウゴ（やまだ ラファエル ユウゴ、1982年10月29日 - ）は、ブラジル・サンパウロ出身、日本国籍のフットサル選手。東京ヴェルディフットサルチーム所属。フットサル日本代表。ポジションはFP。

## 経歴
23歳だった2006年に兄でゴレイロの山田マルコス勇慈とともに訪日。同2006年には兄が日本国籍を取得している。2007年のFリーグ開幕時には兄弟揃って名古屋オーシャンズに在籍し、2シーズンプレーした。2007年12月22日には日本国籍取得が発表された。
2009年にはデウソン神戸に移籍。2010年にはミゲル・ロドリゴ監督によって日本代表に選出され、中国に遠征して中国国際フットサルトーナメントに出場した。2010-11シーズンには名古屋に次ぐ2位となり、自身は26試合出場34得点でFリーグ得点王となった。
2011年には府中アスレティックFCに移籍。2012年9月8日のバサジィ大分戦は0-0の緊迫した展開が続いたが、残り17秒で得点して勝利を決めた。2013年1月の名古屋戦ではFリーグ史上4人目となる通算100得点を達成した。2015-16シーズン途中の2015年6月から8月には、タイのチョンブリー・ブルーウェーブFCに期限付き移籍した。AFCフットサルクラブ選手権に出場するチョンブリーは得点力のある選手を求めており、また山田も国際レベルの試合経験を希望していたため、チョンブリーと交流のある府中は期限付き移籍とした。
2018年10月にバサジィ大分に加入。2020年5月、東京ヴェルディフットサルチームに加入した。

## 所属クラブ
- 1999年-2001年  ECバネスパ
- 2002年-2004年  オサスコ
- 2005年-2006年  コリンチャンス
- 2007年-2009年  名古屋オーシャンズ
- 2009年-2011年  デウソン神戸
- 2011年-2018年  府中アスレティックFC
  - 2015年6月-2015年8月  チョンブリー・ブルーウェーブFC（期限付き移籍）
  - 2016年-2017年  珠海（期限付き移籍）
- 2018年-2018年9月  河南建業
- 2018年10月-2020年  バサジィ大分
- 2020年5月-  東京ヴェルディフットサルチーム

## タイトル

### クラブ
- ECバネスパ
  - チャンピオン・メトロポリタン・ジュベニル

- 名古屋オーシャンズ
  - 東海フットサルリーグ - 2007
  - Fリーグ - 2008-09、2009-10
  - JFA 全日本フットサル選手権大会 - 2007

- チョンブリー・ブルーウェーブFC
  - タイフットサルリーグ - 2015

### 個人
- Fリーグベスト5 - 2010-11、2011-12
- Fリーグ得点王 - 2010-11

## 個人成績
| 国内大会個人成績 | 国内大会個人成績 | 国内大会個人成績 | 国内大会個人成績 | 国内大会個人成績 | 国内大会個人成績 | 国内大会個人成績 | 国内大会個人成績 | 国内大会個人成績 | 国内大会個人成績 | 国内大会個人成績 | 国内大会個人成績 |
| 年度             | クラブ           | 背番号           | リーグ           | リーグ戦         | リーグ戦         | リーグ杯         | リーグ杯         | オープン杯       | オープン杯       | 期間通算         | 期間通算         |
| 年度             | クラブ           | 背番号           | リーグ           | 出場             | 得点             | 出場             | 得点             | 出場             | 得点             | 出場             | 得点             |
| 日本             | 日本             | 日本             | 日本             | リーグ戦         | リーグ戦         | オーシャン杯     | オーシャン杯     | 全日本選手権     | 全日本選手権     | 期間通算         | 期間通算         |
| ---------------- | ---------------- | ---------------- | ---------------- | ---------------- | ---------------- | ---------------- | ---------------- | ---------------- | ---------------- | ---------------- | ---------------- |
| 2007-08          | 名古屋           |                  | Fリーグ          |                  | ??               | ?                |                  |                  |                  |                  |                  |
| 2008-09          | 名古屋           |                  | Fリーグ          | ??               | ?                |                  |                  |                  |                  |                  |                  |
| 2009-10          | 神戸             |                  | Fリーグ          | ??               | ?                |                  |                  |                  |                  |                  |                  |
| 2010-11          | 神戸             |                  | Fリーグ          | ??               | ?                |                  |                  |                  |                  |                  |                  |
| 2011-12          | 府中             |                  | Fリーグ          | ??               | ?                |                  |                  |                  |                  |                  |                  |
| 2012-13          | 府中             |                  | Fリーグ          | ??               | ?                |                  |                  |                  |                  |                  |                  |
| 2013-14          | 府中             |                  | Fリーグ          | 26               | 14               |                  |                  |                  |                  |                  |                  |
| 2014-15          | 府中             | 10               | Fリーグ          | 28               | 14               |                  |                  |                  |                  |                  |                  |
| 2015-16          | 府中             | 10               | Fリーグ          |                  |                  |                  |                  |                  |                  |                  |                  |
| 通算             | 日本             | 日本             | Fリーグ          |                  |                  |                  |                  |                  |                  |                  |                  |
| 通算             | 日本             |                  |                  |                  |                  |                  |                  |                  |                  |                  |                  |
| 総通算           |                  |                  |                  |                  |                  |                  |                  |                  |                  |                  |                  |